# Wen Yunsong
Wen Yunsong (chinois simplifié : 温云松 ; chinois traditionnel : 溫雲松 ; pinyin : Wēn Yúnsōng), également connu sous le nom de Winston Wen, est un homme d'affaires chinois. Il est le fils de Wen Jiabao, Premier ministre de 2003 à 2013.

## Biographie
Wen Yunsong étudie aux États-Unis et obtient une maîtrise en administration des affaires (MBA) de la Kellogg School of Management, l'école de management de l'université Northwestern.
Il fonde une société de technologie, ensuite revendue à la famille de l'homme d'affaires hongkongais Li Ka-shing,. En 2005, il cofonde New Horizon Capital avec d'anciens camarades chinois de l'université Northwestern. Elle devient l'une des plus importantes firmes chinoises de capital-investissement,. Temasek Holdings, un fonds souverain singapourien, la holding japonaise SoftBank et la banque allemande Deutsche Bank ont investi dans des fonds lancés par New Horizon Capital,. En 2010, la société annonce que Wen l'a quittée. En 2006, Wen Yunsong fonde avec l'aide du Crédit suisse la société Trend Gold Consultants, constituée aux îles Vierges britanniques. Elle est dissoute en 2008. En 2012, Wen est nommé président d'une entreprise publique, China Satellite Communications,.